# Sonety krymskie
Sonety krymskie – cykl 18 sonetów Adama Mickiewicza, stanowiących opis podróży poety na Półwysep Krymski latem i jesienią 1825. Wiersze napisane zostały w latach 1825–1826, wydane zaś w Moskwie w 1826 razem z Sonetami odeskimi oraz przekładem sonetu V (Widok gór ze stepów Kozłowa) na język perski w zbiorze pod tytułem Sonety. Utwory stanowią pierwszy cykl sonetów w literaturze polskiej, a także zapoczątkowały „sonetomanię” wśród pisarzy epok romantyzmu i Młodej Polski, którzy naśladowali oraz nawiązywali do dzieła Mickiewicza. Wiersze zawierają motto pochodzące z West–östlicher Divan Johanna Wolfganga von Goethego („Wer den Dichter will verstehen, Muss in Dichters Lande gehen”) i dedykowane są „towarzyszom podróży krymskiej”.

## Sonety[4]
- Stepy akermańskie
- Cisza morska
- Żegluga
- Burza
- Widok gór ze stepów Kozłowa*
- Bakczysaraj
- Bakczysaraj w nocy
- Grób Potockiej
- Mogiły Haremu*
- Bajdary
- Ałuszta w dzień
- Ałuszta w nocy
- Czatyrdah*
- Pielgrzym*
- Droga nad przepaścią w Czufut-Kale*
- Góra Kikineis*
- Ruiny zamku w Bałakławie
- Ajudah

W sonetach oznaczonych gwiazdką występuje bohater liryczny – Pielgrzym, Mirza lub obaj.

## Treść

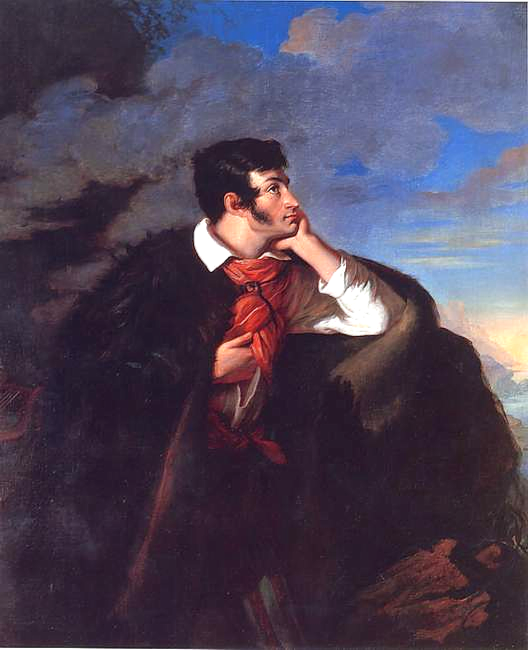
Portret Adama Mickiewicza na Judahu skale Walentego Wańkowicza – olej na płótnie inspirowany Sonetem XVIII

Sonety krymskie, oparte na sonetach w stylu włoskim i nawiązujące do poematu opisowego, przedstawiają wewnętrzne rozdarcie Pielgrzyma pomiędzy zachwytem nad Półwyspem Krymskim a tęsknotą za ojczyzną oraz „romantyczne zindywidualizowanie spojrzenia na świat przez konfrontację reakcji polskiego Pielgrzyma-turysty i człowieka Wschodu – Mirzy-przewodnika”. Wiersze charakteryzują się podmiotem lirycznym, który w różny sposób opisuje te same krajobrazy, w zależności od oświetlenia lub odległości. Sam cykl, cechujący się bajronizmem, został ułożony jako świadoma kompozycja i nie odpowiada faktycznej trasie podróży. W utworach znajdziemy nawiązania m.in. do mitologii perskiej (diwy w Widoku gór ze stepów Kozłowa), Biblii (Balszazar w Bakczysaraju) oraz islamu (Eblisa w Bakczysaraju w nocy, giaur w Mogiłach haremu czy namaz w Ałuszty w dzień).

## Recepcja i nawiązania
Sonety krymskie stały się obiektem dyskusji w sporze klasyków z romantykami. Cykl zrywał z tradycyjną dla sonetów problematyką miłosną oraz filozoficzną zwracając się ku opisom „panoramy krain”. Wśród poetów doby romantyzmu do dzieła Mickiewicza nawiązywał Józef Dunin Borkowski, Stefan Garczyński, Konstanty Gaszyński, Józef Łapsiński, Tomasz August Olizarowski i Władysław Syrokomla. W okresie młodopolskim Sonetami krymskimi inspirowali się m.in. Franciszek Henryk Nowicki, Jan Kasprowicz czy Jerzy Żuławski.
Sonety krymskie wykorzystane zostały również przez muzyków. Stanisław Moniuszko jest autorem kantaty Sonety krymskie wykonanej w Krakowie w 1867. Jan Tomasz Wydżga skomponował Ciszę morską, pieśń na głos z fortepianem wydaną w 1897 przez Gebethnera i Wolffa. Muzykę na chór męski do tego samego sonetu napisał Romuald Twardowski.

## Przekłady

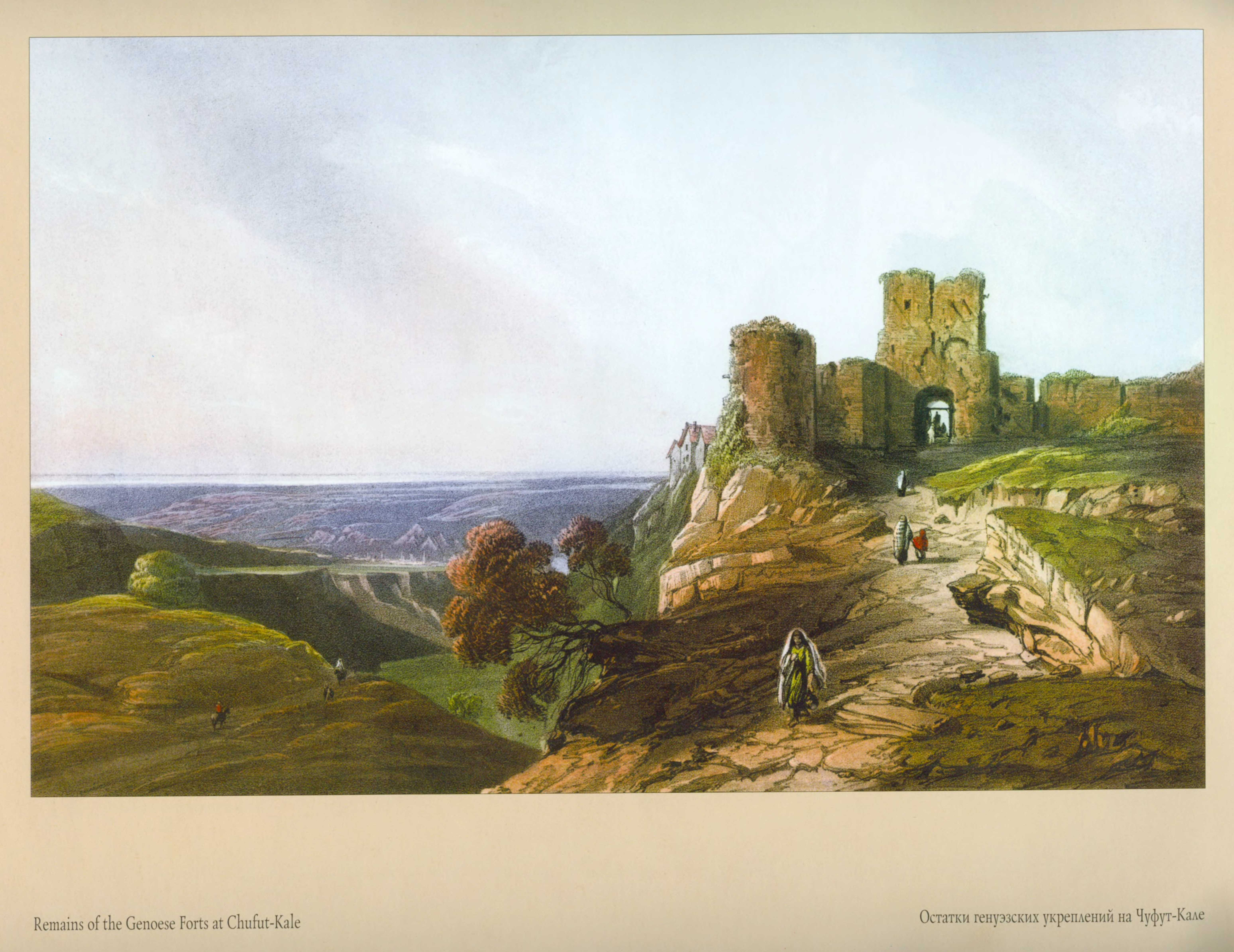
Pozostałości fortyfikacji w Czufut-Kale na obrazie Carla Bossoliego z 1856

Całość Sonetów krymskich przetłumaczona została na angielski, francuski, niemiecki, rosyjski i ukraiński. Poszczególne wiersze przełożone zostały na 21 języków. Pierwsze tłumaczenie jednego z sonetów powstało z inicjatywy samego Mickiewicza. Był to przekład na język perski Widoku gór ze stepów Kozłowa dokonany przez niejakiego Mirzę Dżafara Topczybaszę, adiunkta Wydziału Wschodniego Uniwersytetu Petersburskiego. Poeta pragnął zapewne nadać tomikowi wierszy przesyconych orientalizowanymi obrazami i zapożyczeniami językowymi charakter jeszcze bardziej orientalny i zadbał o to, by przekład wszedł do późniejszej partii pierwszego wydania Sonetów krymskich.
- Sonnets from the Crimea, translated by Edna Worthley Underwood, Paul Elder and Company, Tomoye Press, San Francisco, August 1917
- Qazalha-je Kerime = Sonety krymskie, przekład na język perski Alireza Doulatszahi, Ivonna Nowicka, Baal Publications, Teheran-Iran 2010, ISBN 978-964-2574-27-8 (Seria: Studia polskie – IV. Poezja polska – III)
- Qirim sonetleri – tłumaczenie na język krymskotatarski dokonane przez tatarskiego poetę Szakira Selima; wydawcą dwujęzycznego zbiorku opublikowanego w 2013 w Białymstoku jest Muzułmański Związek Religijny w RP Najwyższe Kolegium, ISBN 978-83-934341-6-9.
- Krimsczé sonetë - tłumaczenia na język kaszubski dokonał Stanisław Janke[15][16]; wydawcą zbioru opublikowanego w 1998 roku jest Muzeum Piśmiennictwa i Muzyki Kaszubsko-Pomorskiej w Wejherowie[17][18]